# Cordillera Vilcabamba
Die Cordillera Vilcabamba (auch Cordillera de Vilcabamba) ist ein Gebirgszug der Anden. Das Gebirge besteht aus einem Hochgebirge im Süden, das der peruanischen Zentralkordillere zugerechnet wird, und einem bis zu 4200 m hohen nördlichen Gebirgskamm, welcher einen Teil der peruanischen Ostkordillere darstellt. Das Gebirgsmassiv ist nur zum Teil vergletschert. Ende des 20. Jahrhunderts betrug die Gletscherfläche 173 km². Oberhalb des Durchbruchstals des Río Urubamba liegt die Ruinenstadt Machu Picchu.

## Lage
Die Cordillera Vilcabamba liegt in Südzentral-Peru in den Regionen Cusco und Junín, nordwestlich der Regionshauptstadt Cusco. Der etwa 360 km lange Gebirgszug verläuft im äußersten Süden in Ost-West-Richtung, im nördlichen niedrigeren Abschnitt in überwiegend NNW-SSO-Richtung. Das Flusstal des Río Apurímac bildet die Abgrenzung des Gebirges nach Süden und Westen. Im Nordwesten und im Norden wird der Gebirgszug von den Flüssen Río Ene und Río Tambo flankiert. Der Río Urubamba trennt die Cordillera Vilcabamba von der weiter östlich gelegenen Cordillera Urubamba. Im Süden verläuft in Ost-West-Richtung das 85 km messende Hochgebirge des Gebirgszugs, die Cordillera Vilcabamba im engeren Sinne. Dort liegt der 6264 m hohe Nevado Salcantay, höchster Punkt der Cordillera Vilcabamba, sowie der 5994 m hohe Nevado Sacsarayoc mit seinem Hauptgipfel Pumasillo, die zweithöchste Erhebung des Gebirgsmassivs. In Richtung Nordnordwest verläuft ein etwa 230 km langer niedrigerer Gebirgsabschnitt. Dieser erreicht nur noch eine Höhe von maximal 4185 m und bildet die Wasserscheide zwischen dem Río Apurímac und Río Ene im Westen und den Flüssen Río Mantalo und Río Picha im Osten. Der Nordwesten des Gebirges liegt in der Provinz Satipo der Region Junín. Im Norden der Cordillera Vilcabamba befindet sich der Nationalpark Otishi. An diesen grenzt im Westen das Schutzgebiet Reserva Comunal Asháninka, im Osten die Reserva Comunal Machiguenga.

## Berge und Gipfel
Im Folgenden eine Liste von Bergen und Gipfeln in der Cordillera Vilcabamba:
| Name (hispanisiert)       | Name (Quechua)         | Höhe in m |                            | Distrikte                                                 |
| ------------------------- | ---------------------- | --------- | -------------------------- | --------------------------------------------------------- |
| Salcantay                 | Sallqantay             | 6264      | -13.33401 -72.54389 6264   | Anta, Machupicchu, Mollepata, Ollantaytambo, Santa Teresa |
| Pumasillo / Sacsarayoc    | Pumasillu / Saksarayuq | 5994      | -13.250278 -72.82 5994     | Santa Teresa                                              |
| Tucarhuay                 | Tukarway               | 5910      | -13.36097 -72.59374 5910   | Mollepata, Santa Teresa                                   |
| Kiswar / Padreyoc         | Kiswar / Padreyuq      | 5771      | -13.3777 -72.74174 5771    | Santa Teresa                                              |
| Panta / Chachacumayoc     | P'anta / Chachakumayuq | 5667      | -13.231667 -73.091111 5667 | Vilcabamba                                                |
| Choquetacarpo             | Chuqitakarpu           | 5520      | -13.228889 -72.853056 5520 | Santa Teresa, Vilcabamba                                  |
| Huayanay                  | Wayanay                | 5362      | -13.3253 -72.38068 5362    | Huarocondo, Ollantaytambo                                 |
| Azulcocha                 | Anqasqucha             | 5269      | -13.223611 -73.115278 5269 | Inkawasi, Vilcabamba                                      |
| Coisopacana               | Quysupakana            | 5176      | -13.33527 -73.05288 5176   | Inkawasi, Vilcabamba                                      |
| Choquesafra / Choquezafra | Chuqisapra             | 5152      | -13.22657 -73.21495 5152   | Inkawasi, Vilcabamba                                      |
| namenloser Gipfel*        |                        | 4338      | -12.98677 -73.29558 4338   | Echarati, Vilcabamba, Villa Virgen                        |
| namenloser Gipfel**       |                        | 4185      | -12.375595 -73.617477 4185 | Kimbiri, Río Tambo                                        |
| namenloser Gipfel***      |                        | 3662      | -11.54884 -73.70878 3662   | Río Tambo                                                 |

*: 23 km östlich von Villa Virgen
**: höchster Punkt der Cordillera Vilcabamba Norte
**: höchster Punkt der Cordillera Vilcabamba im Norden des Nationalparks Otishi